# Howard Lindsay (Leichtathlet)
Howard Andrew Lindsay (* 14. August 1963 in Jamaika) ist ein ehemaliger antiguanischer Sprinter.

## Sportliche Karriere
Lindsay trat bei den Olympischen Sommerspielen 1984 in Los Angeles, 1988 in Seoul und 1996 in Atlanta an.
1984 nahm Lindsay zusammen mit Alfred Browne, Larry Miller und Dale Jones am 4-mal-400-Meter-Staffellauf teil; 1988 startete er zusammen mit Alfred Browne, Oral Selkridge sowie Larry Miller und 1996 mit N’Kosie Barnes, Michael Terry und Mitchell Browne über dieselbe Distanz.
Außerdem trat Lindsay 1988 im 4-mal-400-Meter-Staffellauf zusammen mit St. Clair Soleyne, Alfred Browne und Larry Miller an und startete auch über 200 Meter. Seine persönliche Bestleistung waren 45,7 s auf 400 Meter.

## Trainer
Lindsay trainiert Schüler an einer Middle School der United Nations International School (UNIS) in Manhattan, New York City, und tritt jetzt noch in World Masters Athletics Championships an.